# 上海海洋水族馆
上海海洋水族馆是上海的一座公共水生生物博物馆，位于浦东陆家嘴核心地区、东方明珠电视塔东面。该馆是上海重要的旅游景点之一。

## 展区
全馆建筑面积20500平方米，其中展区面积12000平方米，于2002年2月对公众开放。目前分为中国区、南美洲区、澳洲区、非洲区、东南亚区、冷水区、南极区、海岸区和深海区共9个主题展示区。

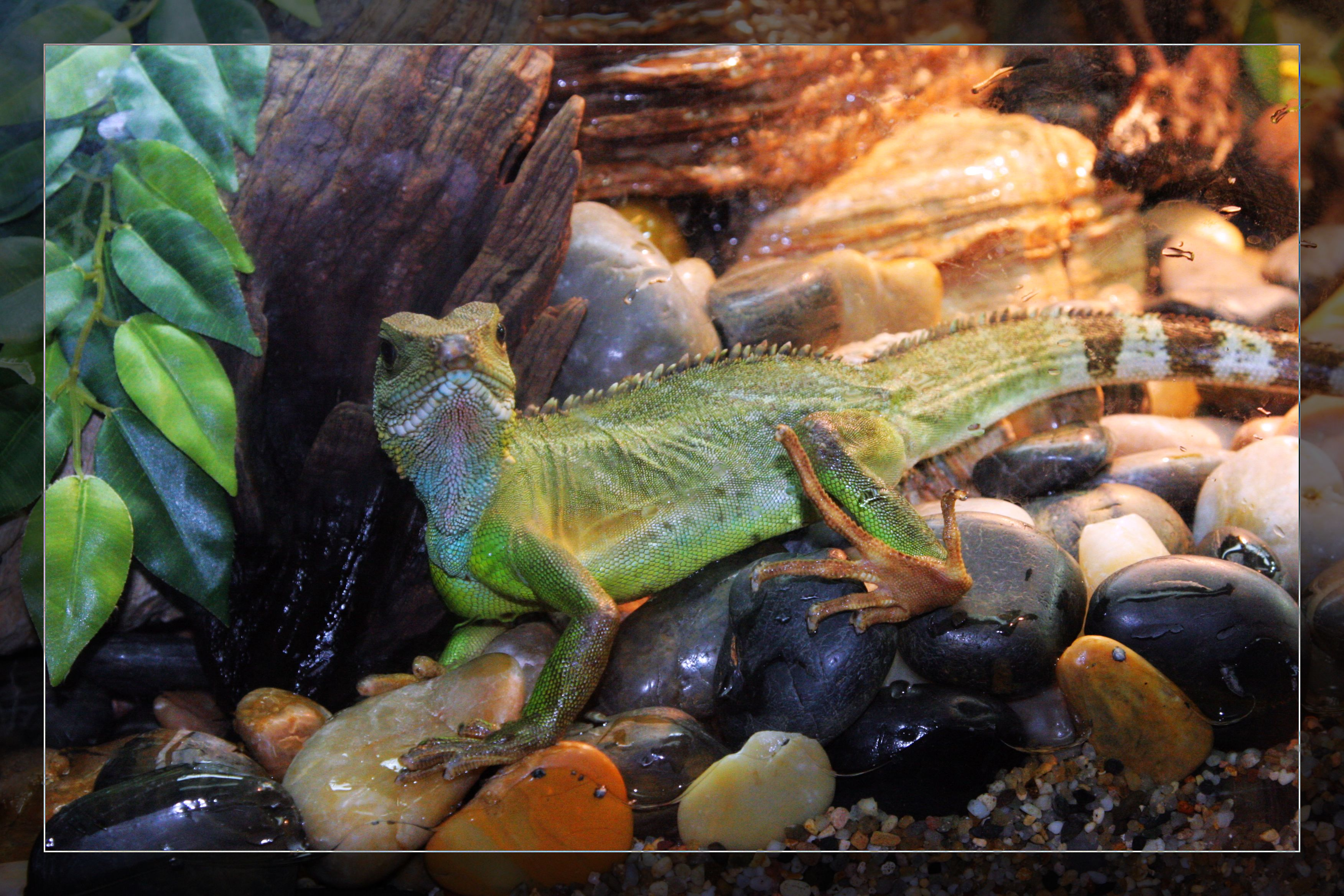
长鬣蜥
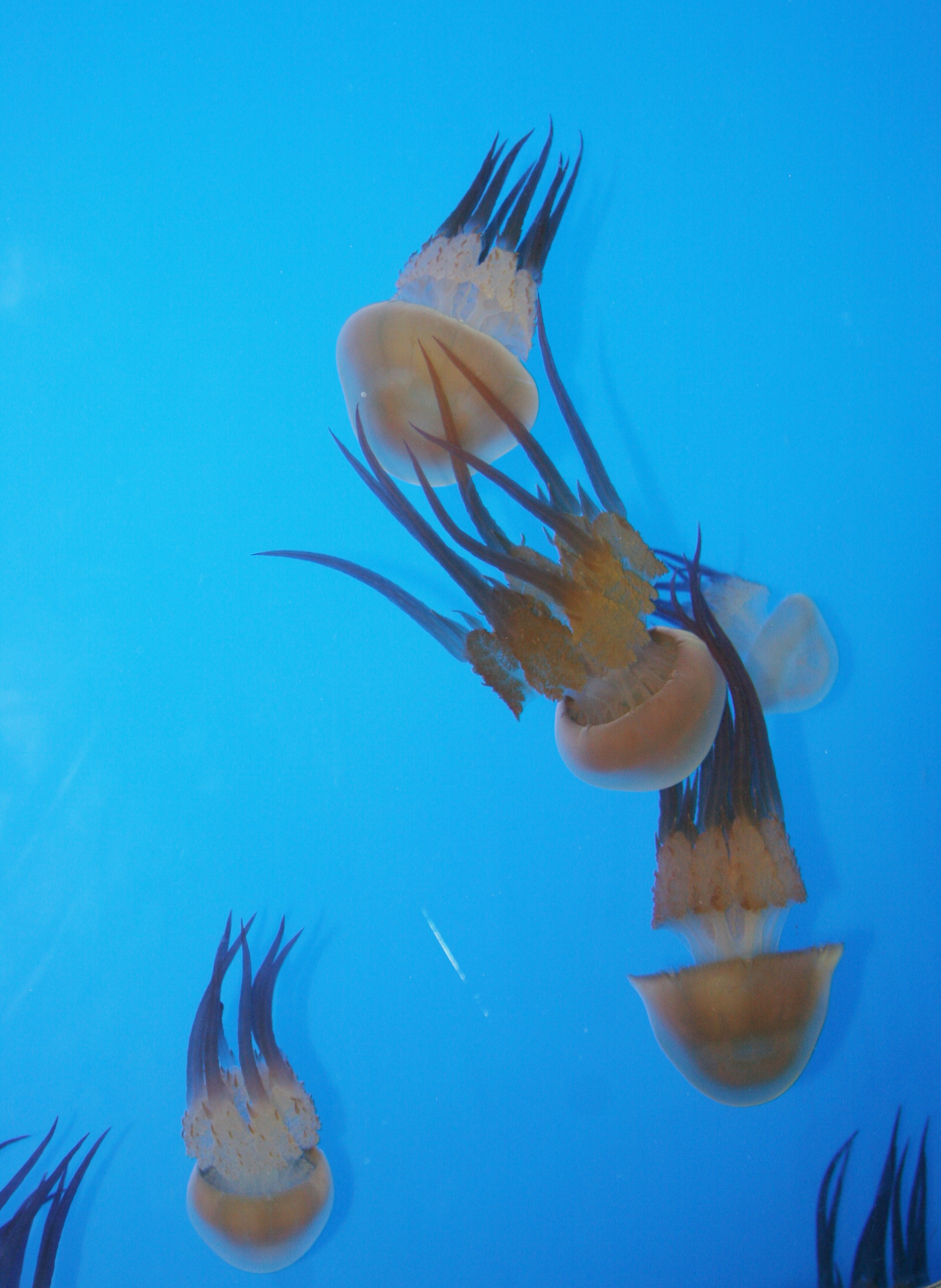
水母
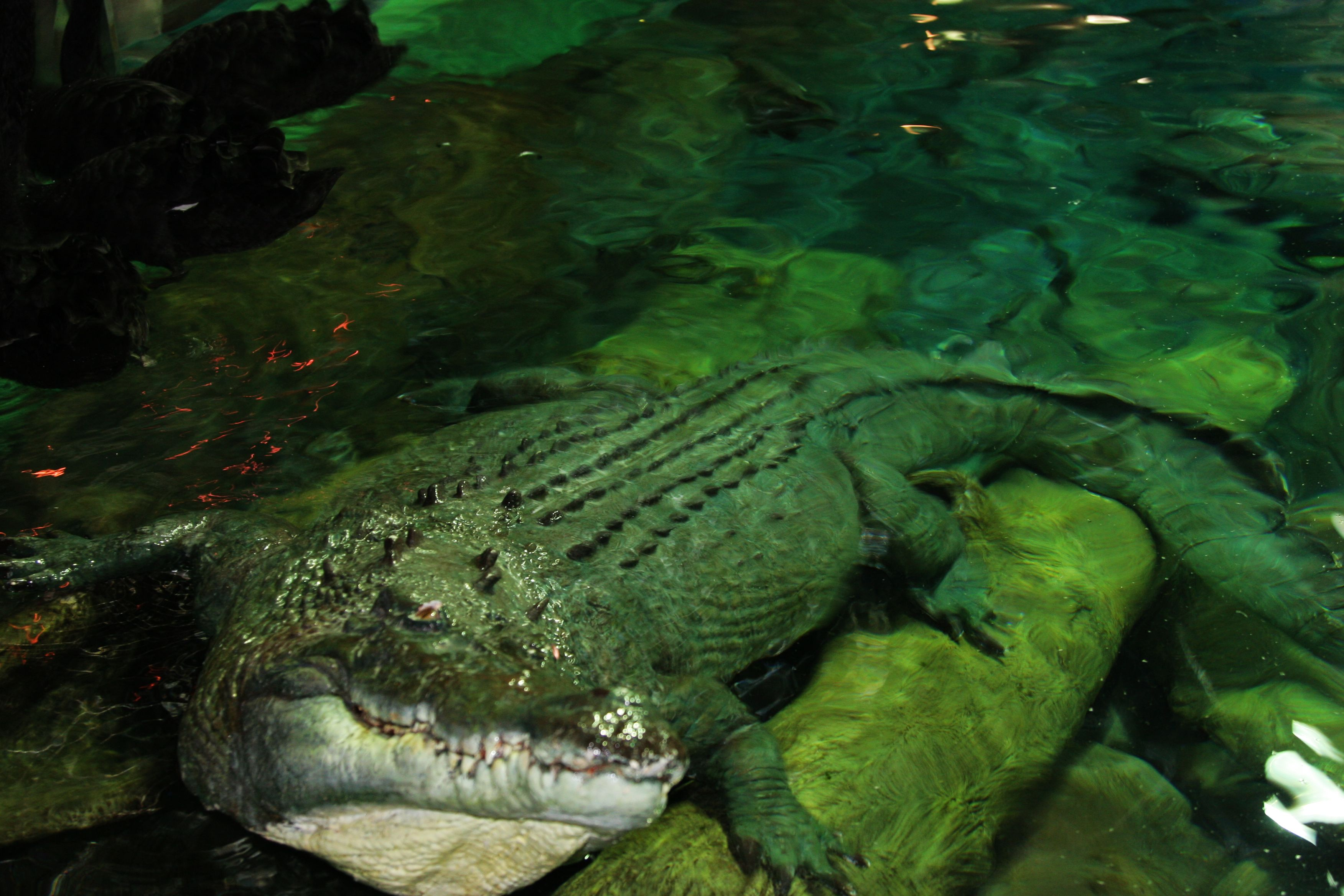
鳄鱼
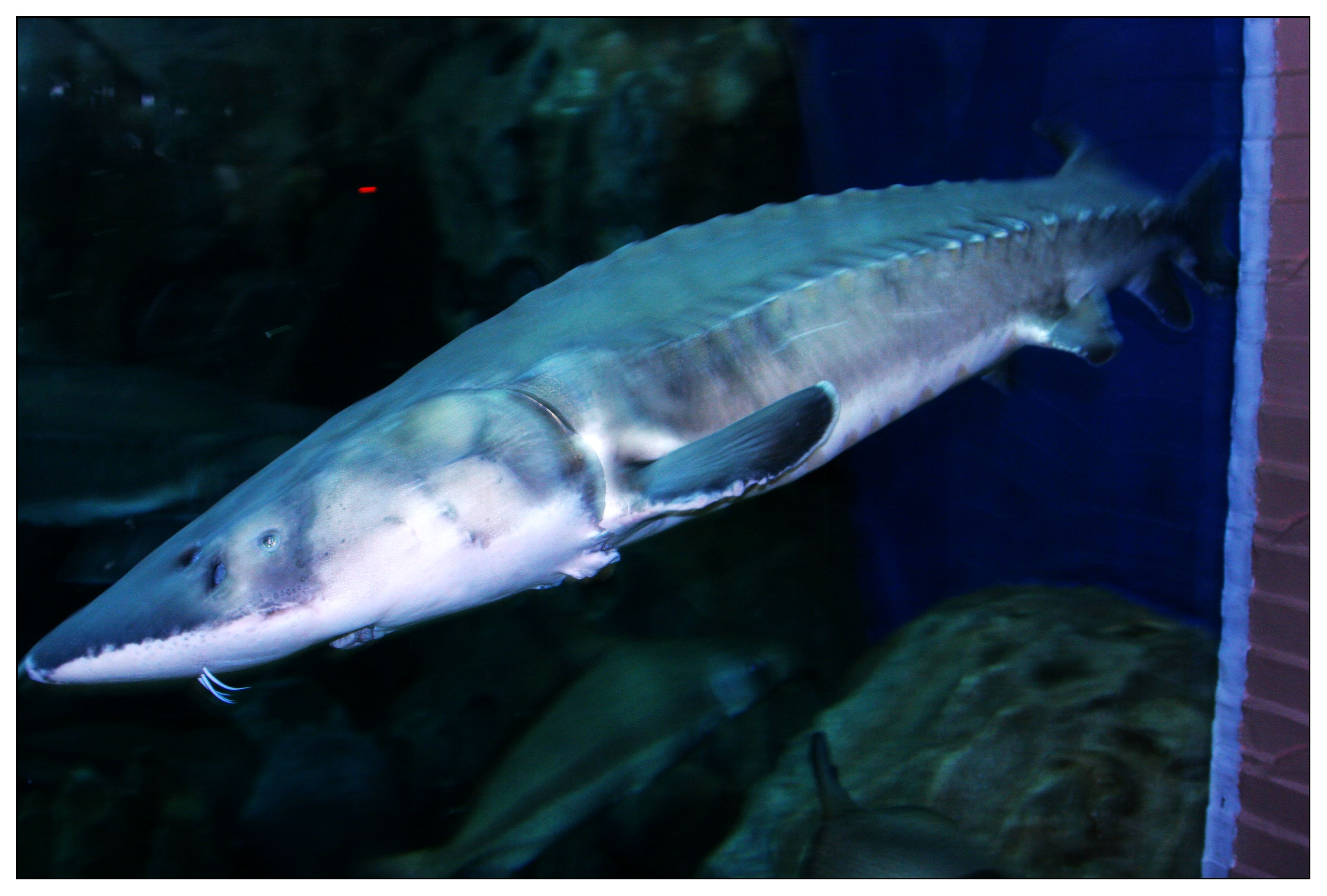
鱘
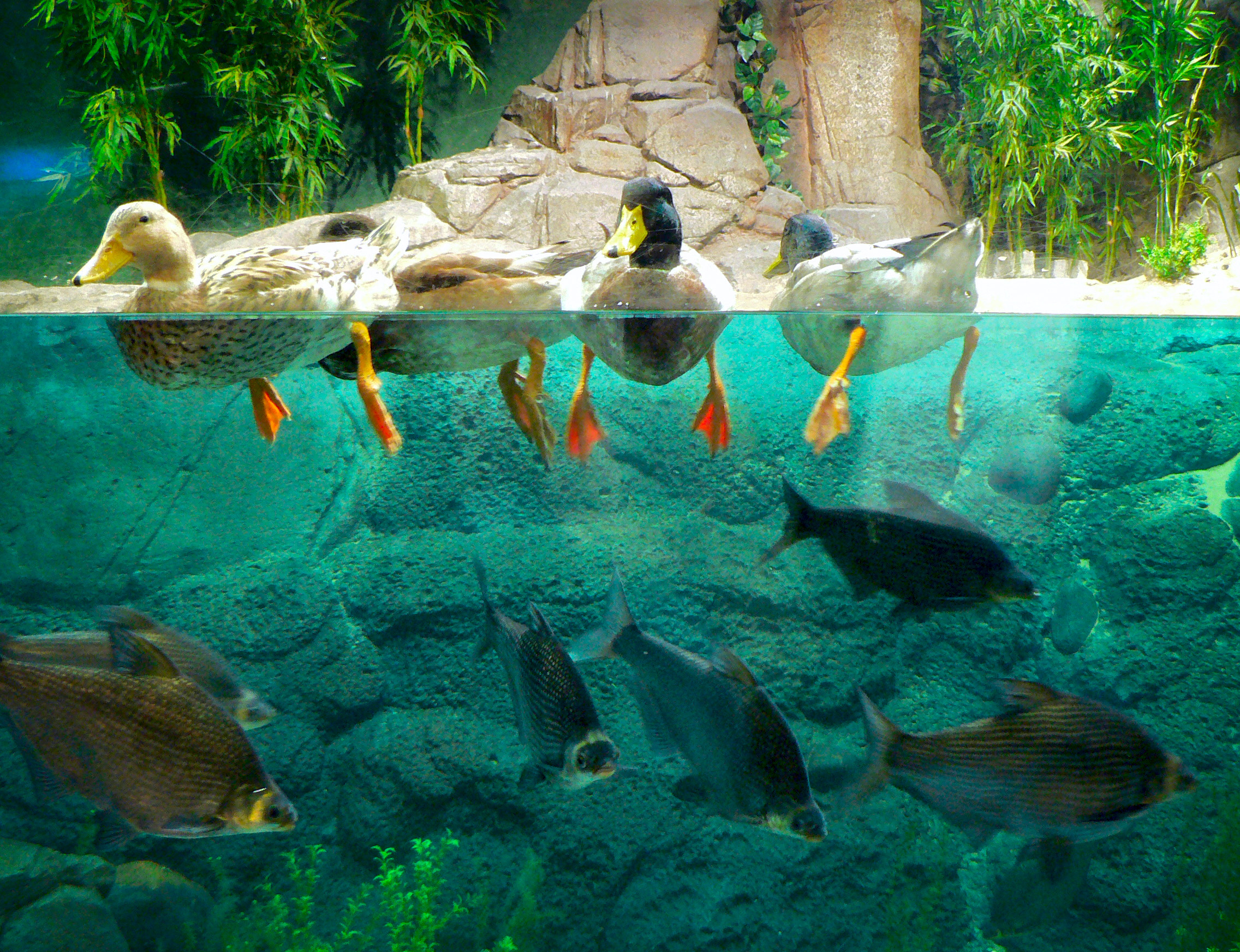
鸭子

## 交通
- 地铁：上海地铁2号线陆家嘴站下车, 步行200米即可到达
- 公共汽车：81、82、85、314、583、774、795、798、799、870、961、971、985、992、993、996、陆家嘴旅游环线、陆家嘴金融城1路、蔡陆专线
- 上海外滩观光隧道：自浦西外滩至浦东国际会议中心，出来即到

## 开放时间与门票信息
开放时间
- 一般营业时间：9:00~18:00 （售票及入馆时间于17:30结束）
- 七八月份暑假，春节、十一等法定长假日延长至21:00（售票及入馆时间于20:30结束）
- 特殊活动日可能变更，由官方网站和现场公告。

门票价格
- 成人：人民币160元 (身高1.4米及以上有独立参观能力的成年人及青少年)
- 儿童(身高1.0~1.4米)：人民币110元（须由成人陪同，不得单独购票）